# Alice Abou-Khalil
Alice Abou-Khalil, née en 1971 au Liban, est une experte en technologies de l'information, consultante en cybersécurité, entrepreneure et femme politique québécoise d'origine libano-serbe, élue députée de Fabre à l'Assemblée nationale du Québec sous la bannière de la Coalition avenir Québec lors des élections générales du 3 octobre 2022.

## Biographie
Née en 1971 au Liban, Alice Abou-Khalil est la fille d'un père libanais, Robert Abou-Khalil, originaire de Blaybel au sud-est de Beyrouth, mort en 2021 au Québec, et d'une mère serbe prénommée Ksenia. Lorsqu'elle est adolescente en 1988, c'est l'écrasement d'un obus dans le jardin familial qui fait voler en éclats les vitres de la maison dans le village d'Aïn Alak à l'est de Beyrouth, qui amène la famille à déménager au Canada. Ses parents ouvrent un restaurant à Longueuil sur la rive-sud de Montréal.

### Carrière professionnelle
Alice Abou-Khalil travaille de 2002 à 2008 pour l'entreprise de services-conseils en technologie de l’information CGI. Spécialiste en technologies de l'information, elle obtient par la suite des contrats comme consultante en cybersécurité et en architecture de solutions pour des entreprises comme Telus, la Banque nationale, la Société des alcools du Québec, Vidéotron, Aéroports de Montréal, SNC-Lavalin et Desjardins.

### Carrière politique
Après avoir travaillé comme bénévole lors d'élections municipales et fédérales pour des candidatures libérales et conservatrices, Alice Abou-Khalil se présente comme candidate de la Coalition avenir Québec lors des élections provinciales de 2018. C'est le chef du parti, François Legault, qui en fait l'annonce le 23 mars 2018 à Laval. Elle est candidate dans la circonscription de Chomedey, où elle habite depuis plus de 20 ans, une circonscription de la ville de Laval, située au nord de Montréal. Bien que son parti gagne les élections et forme un gouvernement majoritaire, elle est battue n'obtenant que la moitié des voix du candidat libéral, Guy Ouellette, tout en terminant deuxième.
Quatre ans plus tard, après avoir assumée la fonction de présidente de la Coalition avenir Québec pendant deux ans, elle se porte de nouveau candidate pour sa formation politique lors des élections de 2022, mais cette fois-ci dans la circonscription de Fabre. Le 3 octobre 2022, elle est élue députée à l'Assemblée nationale du Québec, battant par 306 voix la candidate libérale.
Elle est l'adjointe parlementaire du ministre de la Cybersécurité et du Numérique à partir du 7 décembre 2022.

## Vie personnelle
Alice Abou-Khalil est mère de deux enfants adultes, Giovanni et Kassandra Fares. Elle est polyglotte, parlant le serbe, l'arabe libanais, le français et l'anglais.

## Résultats électoraux
|                                                                                               | Nom                         | Parti            | Nombre de voix | %      | Maj. |
| --------------------------------------------------------------------------------------------- | --------------------------- | ---------------- | -------------- | ------ | ---- |
|                                                                                               | Alice Abou-Khalil           | Coalition avenir | 10 912         | 31,8 % | 306  |
|                                                                                               | Sonia Baudelot              | Libéral          | 10 606         | 30,9 % | -    |
|                                                                                               | Stéphane Turmel             | Conservateur     | 5 205          | 15,2 % | -    |
|                                                                                               | Jessy Léger                 | Québec solidaire | 3 820          | 11,1 % | -    |
|                                                                                               | Catherine Dansereau-Redhead | Parti québécois  | 3 346          | 9,8 %  | -    |
|                                                                                               | Lynn Buchanan               | Vert             | 418            | 1,2 %  | -    |
| Total                                                                                         | Total                       | Total            | 34 307         | 100 %  |      |
| Le taux de participation lors de l'élection était de 62,6 % et 390 bulletins ont été rejetés. |                             |                  |                |        |      |

|                                                                                             | Nom                     | Parti            | Nombre de voix | %      | Maj.  |
| ------------------------------------------------------------------------------------------- | ----------------------- | ---------------- | -------------- | ------ | ----- |
|                                                                                             | Guy Ouellette (sortant) | Libéral          | 15 982         | 52,7 % | 7 968 |
|                                                                                             | Alice Abou-Khalil       | Coalition avenir | 8 014          | 26,4 % | -     |
|                                                                                             | Ouerdia Nacera Beddad   | Parti québécois  | 2 301          | 7,6 %  | -     |
|                                                                                             | Rabah Moulla            | Québec solidaire | 2 144          | 7,1 %  | -     |
|                                                                                             | Nick Keramarios         | Conservateur     | 1 084          | 3,6 %  | -     |
|                                                                                             | Fatine Kabbaj           | Vert             | 538            | 1,8 %  | -     |
|                                                                                             | Omar El-Harrache        | NPD Québec       | 276            | 0,9 %  | -     |
| Total                                                                                       | Total                   | Total            | 30 339         | 100 %  |       |
| Le taux de participation lors de l'élection était de 54 % et 526 bulletins ont été rejetés. |                         |                  |                |        |       |